# Peter Schmidl
Peter Schmidl (né le 10 juin 1941 à Olmütz (protectorat de Bohême-Moravie) et mort le 1er février 2025 à Vienne (Autriche)) est un clarinettiste autrichien.

## Biographie
Peter Schmidl est issu d'une famille de musiciens. Son père Viktor Schmidl et son grand-père Alois Schmidl — qui a joué du temps de Gustav Mahler — furent première clarinette de l'orchestre philharmonique de Vienne.
À l'âge de six ans, il prend ses premières leçons de piano. Il étudie de 1959 à 1964 auprès de l'ancien clarinettiste solo de l'orchestre Rudolf Jettel à l'académie de musique et des arts du spectacle de Vienne. Par ailleurs, de 1963 à 1965, il apprend le jeu d'acteur et la mise en scène au Max Reinhardt Seminar.
En 1965, il est nommé à l'orchestre du Wiener Staatsoper puis aussi à l'orchestre philharmonique. Depuis 1968, il est le clarinettiste solo du Philharmonique.
De 2001 à 2005, il est directeur général de l'Orchestre philharmonique de Vienne. En 2006, il est le doyen du Wiener Staatsoper.
Outre son travail de musicien d'orchestre, Peter Schmidl mène une carrière de soliste, collaborant avec des chefs comme Herbert von Karajan qui le fait soliste de l'Orchestre philharmonique de Berlin, Leonard Bernstein, Karl Böhm, Riccardo Muti, André Previn, Seiji Ozawa, James Levine, Nikolaus Harnoncourt, Michael Tilson Thomas, Sándor Végh ou Yehudi Menuhin.
Peter Schmidl est membre de plusieurs ensembles de musique de chambre tels que le Wiener Oktett, le Wiener Ring-Ensembles et le Wiener Bläsersolisten.
Depuis 1967, il enseigne à l'académie de musique et des arts du spectacle de Vienne.
Depuis 1999, il est directeur artistique du Pacific Music Festival Sapporo, au Japon. De 2004 à 2007, il est désigné chef du Festival de Salzbourg ; à la suite de désaccords avec l'intendant Jürgen Flimm (de), il démissionne.